# Mörzheim
Mörzheim is een plaats in de Duitse gemeente Landau in der Pfalz, deelstaat Rijnland-Palts, en telt 1100 inwoners.